# Čelestina
Čelestina je žensko osebno ime.

## Izvor imena
Ime Čelestina je izpeljanka iz imena Celestina

## Pogostost imena
Leta 1994 je bilo po podatkih iz knjige Leksikon imen v Sloveniji 6 oseb s tem imenom. Po podatkih Statističnega urada Republike Slovenije pa je bila na dan 31. decembra 2007 v Sloveiji pogostost uporabe imena Čelestina manjša kot 5 ali pa se to ime ne pojavlja.

## Osebni praznik
Ime Čelestina je v koledarju uvrščeno k imenu Celestina, odnosno Celestin, le ta pa god praznuje 19. maja.